# Autópálya M8
Autópálya M8 (ungarisch für ,Autobahn M8‘) ist eine in West-Ost-Richtung geplante und teilweise im Bau befindliche Autobahn in Ungarn und Teil der Europastraße 66. Sie beginnt im Westen Ungarns an der Staatsgrenze zu Österreich bei Rábafüzes und führt nach Osten vorbei an Veszprém und Dunaújváros. Sie endet bei Szolnok. 63,4 km sind bereits fertiggestellt, ebenfalls andere Teile zwei- oder vierstreifig, die allerdings noch nicht als M8 beschildert sind.
In Österreich soll sie ihre Fortsetzung in der geplanten Fürstenfelder Schnellstraße (S7) in Richtung Graz finden.

## Autobahndreieck M4/M8
Nördlich von Szolnok ist ein Autobahndreieck zwischen der M4 und der M8 geplant. Dieses Dreieck sollte ab 2014 gebaut werden. Jedoch wurde die Ausschreibung am 26. Februar 2014 eingestellt.

## Abschnitt Körmend – Szentgotthárd

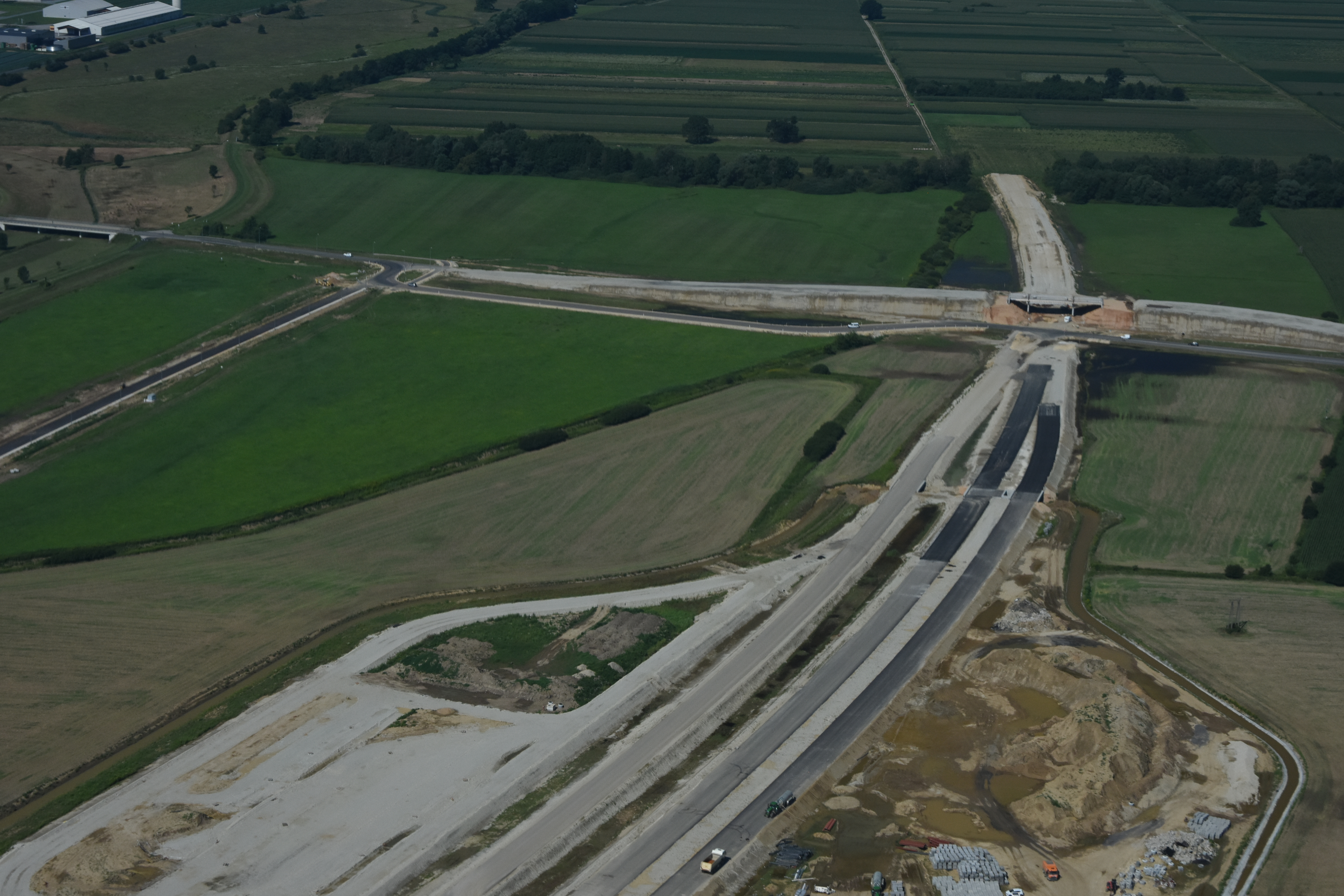
Autópálya M8 Europastraße 66 bei Grenze

Der Westabschnitt der Autobahn M8 liegt im Komitat Vas und wird von Körmend bis zur Staatsgrenze bei Szentgotthárd verlaufen. 2006 wurden drei Trassenvarianten vorgeschlagen. 2012 wurde die Umweltverträglichkeitsprüfung beendet und im Februar 2013 wurde die Erlaubnis für eine Variante erteilt. Ende 2013 wurde mit dem Umsetzungsplan begonnen. Die gesamte 28,3 km lange Strecke sollte von 2014 bis 2020 gebaut werden. Zunächst soll der Abschnitt als vierstreifige Schnellstraße mit zwei Fahrstreifen pro Richtung ausgeführt werden und könnte zukünftig zur Autobahn heraufgestuft und ein Teil der M8 werden. Der längste Talübergang mit einer Länge von 575 m soll nördlich von Vasszentmihály über der Reinersdorfer Straße gebaut werden. Über die Pinka und ihr Natura-2000-Gebiet ist der Bau einer 200 m langen Brücke geplant. Am 25. Oktober 2017 wurden die Baufirmen für die Ausbaustrecke Knoten Körmend – Szentgotthárd ausgewählt.
In Körmender Stadtteil Horvátnádalja wurden nördlich der Ungarischen Westbahn Einfamilienhäuser abgebrochen und eine 4 m hohe Lärmschutzwand errichtet.
Der Abschnitt Körmend – Szentgotthárd wurde als Schnellstraße M80 verwirklicht.
Der erste Spatenstich für den zweispurigen Ausbau der M8 zwischen dem Knoten Körmend und Szentgotthárd wurde am 8. März 2018 gesetzt.
Der erste 6,6 km lange Abschnitt bei Szentgotthárd wurde am 3. Juni 2021 fertiggestellt. Der letzte 19,4 km lange Abschnitt von Vasszentmihály bis Körmend Ost wurde am 21. Oktober 2021 fertiggestellt.

### Streckenfreigaben
| Abschnitt                             | Länge    | Baubeginn    | Inbetriebnahme                                         |
| ------------------------------------- | -------- | ------------ | ------------------------------------------------------ |
| Körmend – Vasszentmihály              | 19,45 km | 8. März 2018 | 21. Oktober 2021                                       |
| Vasszentmihály – Knoten Szentgotthárd | 6,6 km   | 8. März 2018 | 3. Juni 2021                                           |
| Knoten Szentgotthárd – Grenze         | 2,85 km  | 8. März 2018 | 2025 (fertiggestellt im Jahr 2021, Öffnung Mitte 2025) |